# 埼玉県立越谷北高等学校
埼玉県立越谷北高等学校（さいたまけんりつこしがやきたこうとうがっこう）は、埼玉県越谷市大泊にある県立高等学校。通称は「越北」（こしきた）。

## 概要
1969年に普通科を設置して開校し、1989年には県内で初めて理数科を設置した。
「50分は集中力を維持する適正な時間」として、50分授業を採用している。授業時間数を週32時間確保するため、50分×7時間授業を週2回（火・木）行っている。土曜日は隔週で授業を行っており、中学生や保護者を対象に「公開日（土曜公開授業）」を設けており、自由に見学ができる。
進学講習は、早朝・放課後のほか、長期休業中に夏期講習、冬期講習がある。

## 沿革
- 1969年（昭和44年）- 開校、普通科設置
- 1970年（昭和45年）- ホームルーム棟（4階建）完成
- 1971年（昭和46年）- 特別教室棟（4階建）、管理棟（4階建、一部3階建）完成
- 1972年（昭和47年）- 校旗・校歌制定、体育館完成
- 1973年（昭和48年）- 日本庭園と水流式池完成
- 1977年（昭和52年）- 格技場完成
- 1981年（昭和56年）- しらこばと会館完成
- 1989年（平成元年）- 埼玉県初の理数科設置[1]
- 1997年（平成9年）- 防災拠点施設プール完成、体育館改修工事完了
- 2010年（平成22年） - 進学指導重点推進校に指定。
- 2018年（平成30年）- SSH(スーパーサイエンスハイスクール)に指定(5年間)
- 2024年（令和6年）- SSH(スーパーサイエンスハイスクール)に再指定(5年間)

## 部活動
- パワーリフティング部

2012年 - 全日本高等学校パワーリフティング選手権大会・準優勝
2012年 - 全日本選抜高等学校パワーリフティング選手権大会・3位
2014年 - 全日本選抜高等学校パワーリフティング選手権大会・準優勝
- 新聞部

全国高等学校総合文化祭に10年連続で出場し、3度の最優秀賞受賞
- 囲碁・将棋部

2009年 - 第45回全国高等学校将棋選手権大会出場
- 吹奏楽部

2013年 - 第13回東日本学校吹奏楽大会・金賞
2014年 - 第20回西関東吹奏楽コンクール・金賞
2014年 - 第14回東日本学校吹奏楽大会・金賞

## 著名な卒業生

### 政界
- 中村美香 - 元埼玉県議会議員、タレント・音楽ユニット「Mika+Rika」
- 中村梨香 - 衆議院議員秘書、タレント・音楽ユニット「Mika+Rika」
- 福田晃[2] - 越谷市市長

### 経済界
- 重本隆之 - 日本の実業家　P2C Studio株式会社代表取締役社長
- 長堀和正 - 武蔵野銀行代表取締役頭取

### 学術・研究
- 田口雅弘[3] [4] - 経済学者 岡山大学名誉教授
- 古市憲寿[5]  - 社会学者
- 御園生裕明[6] - 脳科学研究者　同志社大学大学院脳科学研究科教授
- 𠮷田広志[7] - 法学者　北海道大学大学院法学研究科教授
- 渡部一宏[8] - 昭和薬科大学理事長　昭和薬科大学教授

### 文化・芸術
- 尾形正茂[9] - 写真家

### 芸能・マスコミ
- 佐藤健[10][11] - 俳優
- 千石愛[12] - 司会者・ナレーター・モデル

### その他
- 松浦真弓[13] - 宇宙航空研究開発機構管制官

## 交通
- せんげん台駅より徒歩18分